# Política exterior del gobierno de Dina Boluarte

Apoyo político por país (2022-2023):
Pedro Castillo
Dina Boluarte

La política exterior del gobierno de Dina Boluarte se ha visto representada por Ana Gervasi (2022-2023), Javier González-Olaechea (2023-2024) y Elmer Schialer como ministros de Relaciones Exteriores del Perú. Ha estado marcado por el fortalecimiento de las relaciones del Perú con la República Popular China expresado en el viaje de Boluarte a dicho país y la realización de la cumbre APEC Perú 2024 con participación del presidente Xi Jinping, con un subsecuente enfriamiento en las relaciones con Estados Unidos; el conflicto diplomático por la destitución de Pedro Castillo con los gobiernos de Argentina, Bolivia, Colombia y México; la adhesión al «Pacto para el Futuro» y la firma del  «Tratado de Altamar» de la ONU; el avance de las relaciones con Vietnam y la crisis diplomática con Venezuela tras los resultados de las elecciones de dicho país en la que el Perú reconoció a Edmundo González como presidente electo luego de denuncias de presunto fraude por parte del candidato oficialista Nicolás Maduro.

## Organismos y tratados internacionales
Tras el fallido intento de autogolpe de Pedro Castillo y posterior toma de mando de Boluarte, el Grupo de Puebla, que agrupa a diversas organizaciones de izquierda, le expresó a Boluarte «todo nuestro apoyo» para conducir al Perú hacia un «nuevo pacto social».
El Foro Madrid, una organización iberoamericana creada por el partido español Vox que agrupa a políticos y organizaciones derechistas, denunció en 2023 un «plan extranjero para desestabilizar a Perú» en el contexto de las protestas durante la convulsión social. El Foro de Sao Paulo, mientras tanto, se posicionó en contra del gobierno de Boluarte y rechazó la «criminalización de la protesta social».
El gobierno de Boluarte tuvo enfrentamientos con múltiples organismos internacionales después del indulto a Alberto Fujimori en 2023, entre esos, la Corte Interamericana de Derechos Humanos (Corte IDH), que le había pedido que se abstuviera de liberarlo. La Comisión Interamericana de Derechos Humanos (CIDH), por su parte, emitió un informe sobre las protestas durante la convulsión social en las que se afirmó que la respuesta estatal «estuvo caracterizada por el uso desproporcionado, indiscriminado y letal de la fuerza» denunciando casos de «ejecuciones extrajudiciales». El gobierno peruano rechazó las afirmaciones de la CIDH.
En 2023, Boluarte suscribió la «Declaración de Belém». En 2024, el canciller Schialer adhirió al Perú al «Pacto para el Futuro» de la ONU basado en los Objetivos de Desarrollo Sostenible. Esto originó críticas por parte de la derecha peruana. Además, tras viajar a Francia, Boluarte firmó el «Tratado de Alta Mar», acto que levantó críticas, acusaciones y denuncias de presunta traición por pérdida de soberanía.

## Relaciones internacionales

### América

#### Argentina
El 9 de diciembre de 2022 el presidente argentino Alberto Fernández le dio su respaldo y apoyo a Boluarte en medio de la transición entre su gobierno y el de Castillo, según un comunicado que la presidenta hizo en redes sociales, agradeciéndole a Fernández. El 12 de diciembre Argentina publicó un comunicado en conjunto con Bolivia, Colombia y México, expresando preocupación por la situación en Perú, criticando que Pedro Castillo fuese «víctima de un antidemocrático hostigamiento», pidiendo por sus derechos humanos y exhortando «a quienes integran las instituciones de abstenerse de revertir la voluntad popular expresada con el libre sufragio».
Boluarte respondió declarando: «Yo lamento mucho que estos presidentes tengan que acompañar en su defensa a un expresidente que dio un golpe de Estado, que lo convierte en un dictador y, encima, investigado por temas de corrupción».

#### Bolivia
El 12 de diciembre de 2022 el gobierno de Luis Arce publicó un comunicado en conjunto con Argentina, Colombia y México, expresando preocupación por la situación en Perú, criticando que Pedro Castillo fuese «víctima de un antidemocrático hostigamiento», pidiendo por sus derechos humanos y exhortando «a quienes integran las instituciones de abstenerse de revertir la voluntad popular expresada con el libre sufragio».
Boluarte respondió declarando: «Yo lamento mucho que estos presidentes tengan que acompañar en su defensa a un expresidente que dio un golpe de Estado, que lo convierte en un dictador y, encima, investigado por temas de corrupción».
Al expresidente boliviano Evo Morales, quien apoyó a Pedro Castillo, asegurando que su destitución era ilegal y apoyando las protestas en contra del gobierno de Boluarte, se le prohibió la entrada en Perú desde enero de 2023 por su «intervención» en asuntos internos peruanos. El entonces primer ministro peruano, Alberto Otárola declaró: «Estamos observando de cerca no sólo la actitud del Sr. Morales, sino también la de quienes trabajan con él en el sur de Perú... Han sido muy activos en la promoción de una situación de crisis».
En julio de 2025, tras declarar en su mensaje a la Nación que Bolivia era un «país fallido», la cancillería boliviana expresó su rechazo a tales declaraciones. Ante ello, el canciller Schialer declaró que se habían malinterpretado las palabras de la presidenta y negó que existieran intenciones de romper relaciones con Bolivia. Según Infobae, la calificación de Bolivia como «estado fallido» fue un acto de «improvisación», ya que Perú ocupa el puesto 76 en el Índice de Estados Frágiles, cinco puestos por encima de Bolivia.

#### Brasil
El presidente brasileño Luiz Inácio Lula da Silva apoyó el gobierno de Dina Boluarte tras su asunción.
En agosto de 2023, Boluarte realizó su primera visita oficial al extranjero, asistiendo a la IV Reunión de Presidentes de los Estados Parte del Tratado de Cooperación Amazónica (OTCA) en Brasil, donde se reunió con el mandatario.

#### Canadá
El embajador de Canadá en Estados Unidos y el presidente chileno Gabriel Boric se negaron a hacer una reunión con Boluarte junto con empresarios en el APEC en Estados Unidos, en noviembre de 2023.

#### Chile
El presidente chileno Gabriel Boric criticó a Boluarte ante la Comunidad de Estados Latinoamericanos y Caribeños (CELAC) en enero de 2023 por la represión ocurrida en las protestas en contra de su gobierno ocurridas ese año, que dejaron 50 muertos y calificando de «inaceptable» el violento ingreso de la policía a la Universidad Mayor de San Marcos en Lima, que culminó con más de 200 detenciones, que según él revivían «las tristes escenas de los tiempos de las dictaduras del Cono Sur», manifestando «la imperiosa necesidad de un cambio de rumbo».
Boric y el embajador de Canadá en Estados Unidos se negaron a hacer una reunión con Boluarte junto con empresarios en el APEC en Estados Unidos, en noviembre de 2023.

#### Colombia

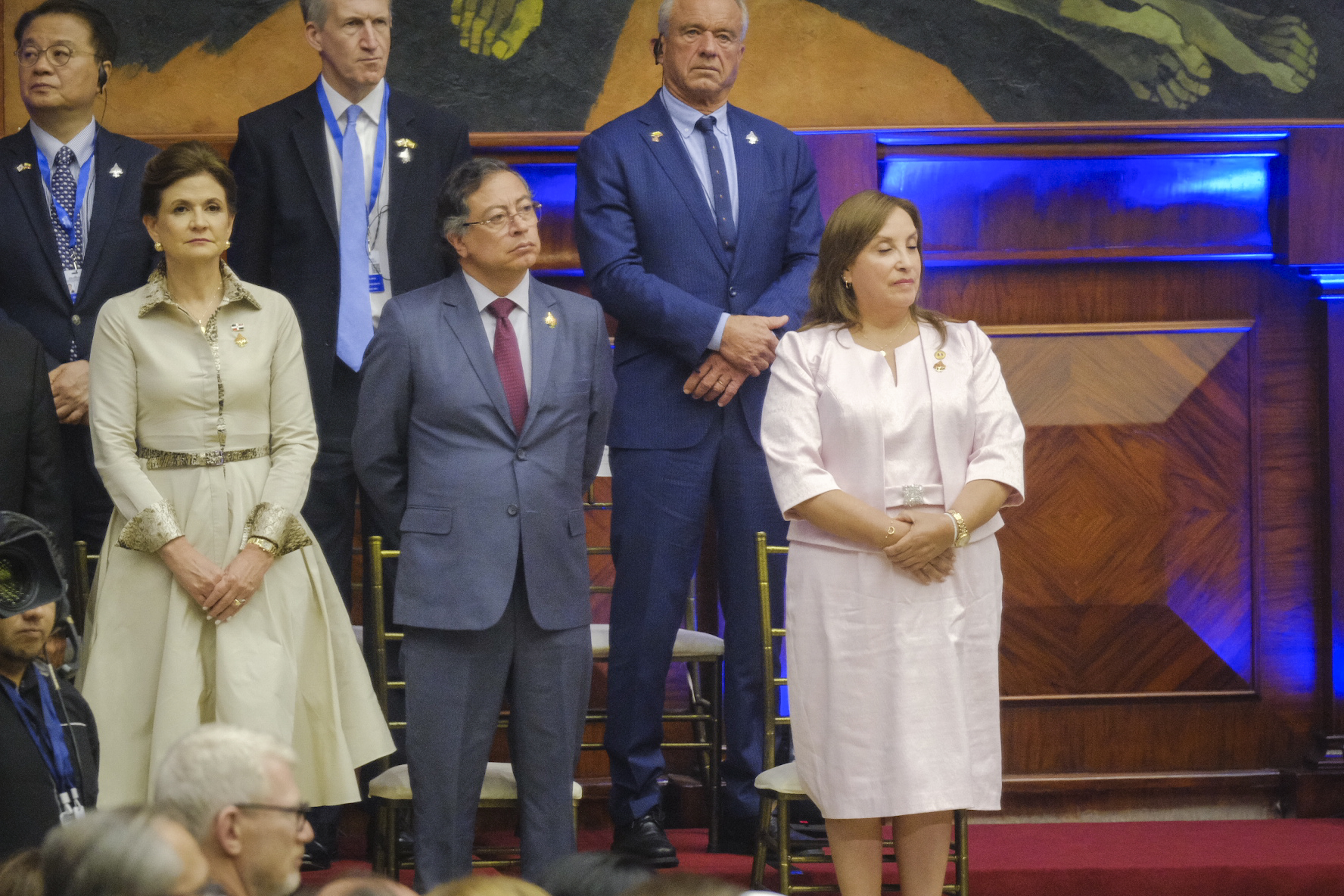
Dina Boluarte y Gustavo Petro en mayo de 2025.

El presidente colombiano Gustavo Petro se negó a reconocer a Dina Boluarte como presidenta del Perú después del tercer proceso de vacancia presidencial contra Pedro Castillo y el intento de autogolpe de Estado de Perú de 2022.
El 12 de diciembre de 2022, Colombia publicó un comunicado en conjunto con Argentina, Bolivia y México, expresando preocupación por la situación en Perú, criticando que Pedro Castillo fuese «víctima de un antidemocrático hostigamiento», pidiendo por sus derechos humanos y exhortando «a quienes integran las instituciones de abstenerse de revertir la voluntad popular expresada con el libre sufragio».
Boluarte respondió declarando: «Yo lamento mucho que estos presidentes tengan que acompañar en su defensa a un expresidente que dio un golpe de Estado, que lo convierte en un dictador y, encima, investigado por temas de corrupción».
La canciller Gervasi criticó esto, respondiendo que no seguía «los principios y valores que rigen la convivencia democrática en la región». En septiembre de 2023, Boluarte afirmó en una entrevista que «iremos avanzando con respecto de Colombia, así que nada está perdido».
En mayo de 2025, Boluarte y Petro coincidieron durante la ceremonia de la segunda investidura presidencial de Daniel Noboa. En ese contexto, la presidenta le negó el saludo a su homólogo colombiano, lo que evidenció la tensión persistente en las relaciones diplomáticas entre ambos países.
En agosto, Petro acusó al Perú, vía X, de “copar” la isla Santa Rosa (Chinería) y violar el Protocolo de Río de Janeiro al crear el distrito de Santa Rosa de Loreto. En Leticia, reiteró que Colombia no reconoce la soberanía peruana sobre la isla. El gobierno peruano rechazó estas afirmaciones mediante un pronunciamiento, recordando que el territorio está bajo plena jurisdicción del Perú según el Tratado Salomón-Lozano y acuerdos posteriores. Desde Japón, la presidenta Boluarte reafirmó que la isla pertenece al Perú y negó la existencia de un conflicto limítrofe.

#### Cuba
Cuba apoyó a Pedro Castillo durante su proceso de vacancia, sin embargo, después de la asunción de Dina Boluarte, Miguel Díaz Canel declaró que «Cuba defiende el principio de no injerencia en los asuntos internos de los Estados» y que «corresponde al pueblo peruano hallar soluciones a sus desafíos por sí mismo, en virtud de sus legítimos intereses», asegurando que sus decisiones «deben ser respetadas».

#### Ecuador

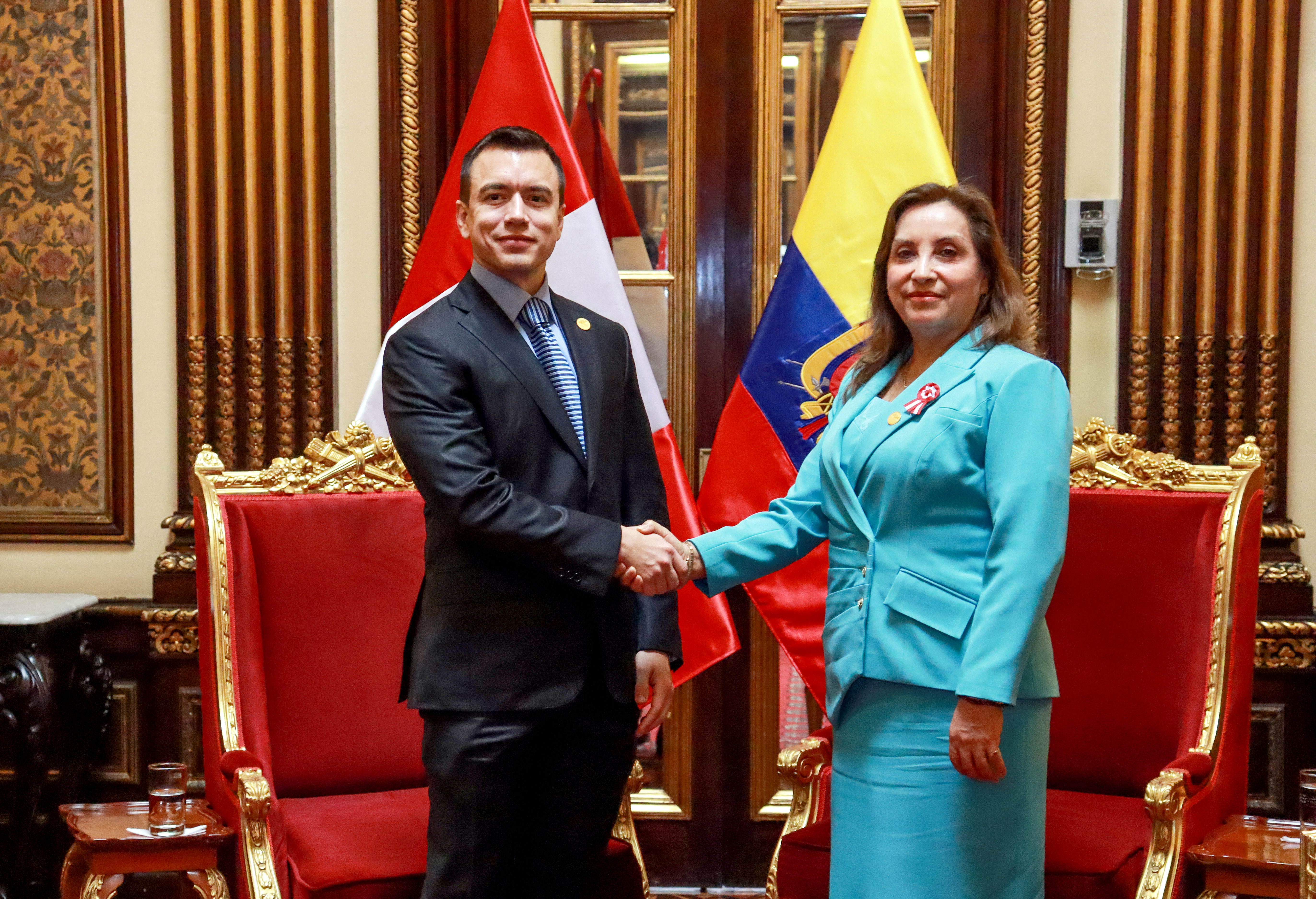
Dina Boluarte y Daniel Noboa en julio de 2024.

Dina Boluarte recibió al presidente Guillermo Lasso en Lima, otorgándole la orden del Sol del Perú en octubre de 2023 y decidieron ampliar la vigencia del Plan Binacional de Desarrollo de la Región Fronteriza Perú-Ecuador.
Boluarte felicitó al presidente Daniel Noboa tras su victoria en las elecciones de 2023. Tras el estallido del conflicto armado interno de Ecuador, el gobierno de Boluarte declaró que «condena enérgicamente los actos de violencia ocurridos» y que «Perú expresa su solidaridad con las víctimas».
A inicios de julio de 2024, se llevó a cabo en Lima el XV Gabinete Binacional Perú-Ecuador, el cual contó con la presencia del presidente Noboa. Durante este encuentro, se firmó la Declaración Presidencial de Lima.
En mayo de 2025, la presidenta visitó Quito con motivo de la segunda investidura presidencial de Noboa. Durante su estancia, sostuvo una reunión con su homólogo ecuatoriano, en la cual ambos mandatarios firmaron una hoja de ruta para la protección de la cuenca Puyango-Tumbes.

#### El Salvador
En 2023 surgió un debate político en Perú sobre si el gobierno de Boluarte debería implementar una política de seguridad similar a la del presidente salvadoreño Nayib Bukele. Bukele publicó una encuesta en la red social X preguntando si el «Plan Bukele» debería implementarse en Perú y el resultado fue favorable para un 93%. La Cancillería peruana emitió en febrero de 2024 un comunicado de felicitaciones al presidente Bukele después de que este se anunciara ganador de los comicios.

#### Estados Unidos

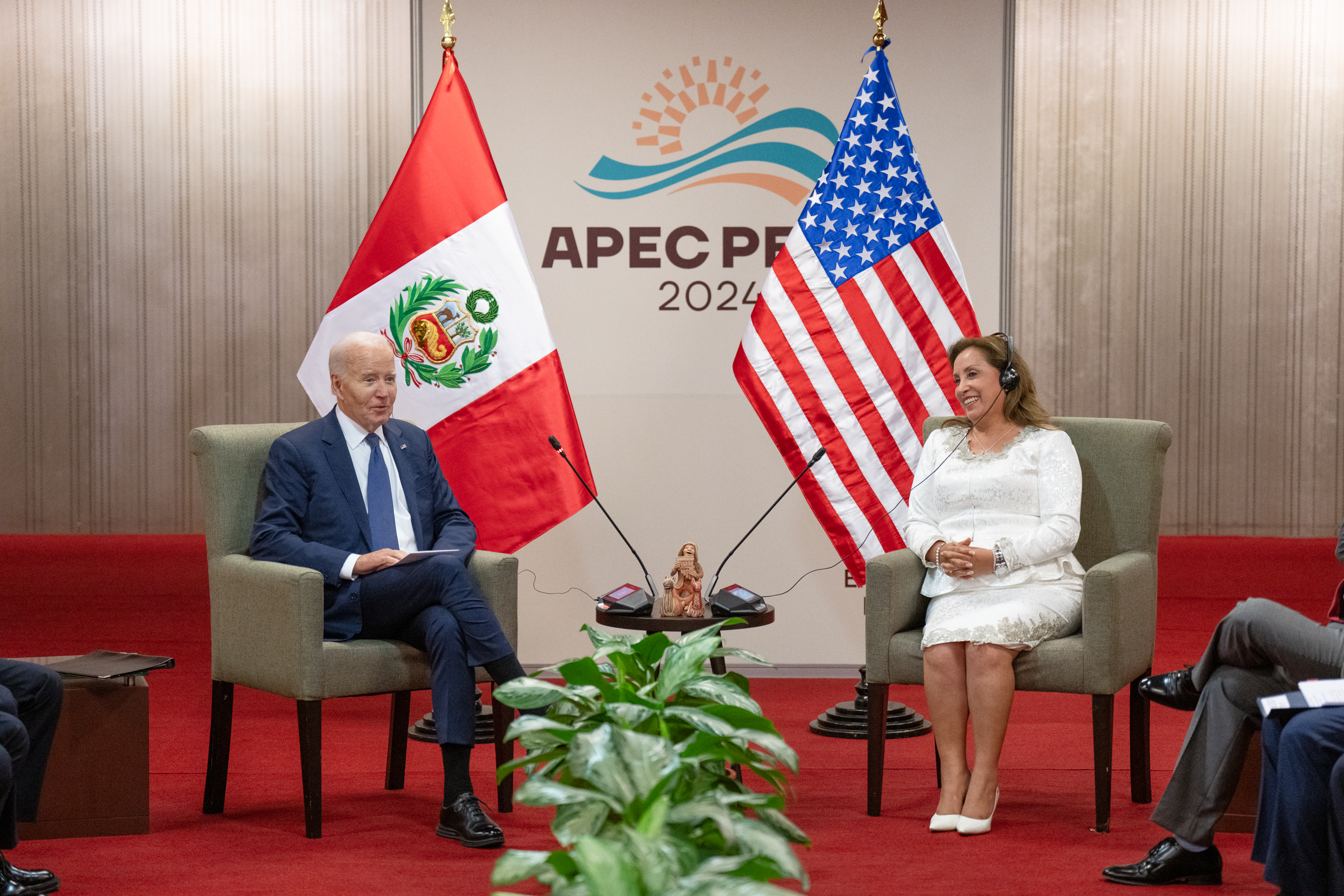
Dina Boluarte y Joe Biden en noviembre de 2024.

Tras el fallido intento de autogolpe de Castillo y luego de la toma de mando de Boluarte, los Estados Unidos la reconoció como presidenta del Perú. Posteriormente, el secretario de Estado Antony Blinken reiteró el apoyo de Estados Unidos al «proceso institucional democrático» del Perú. Sin embargo, tras las muertes durante la convulsión social, la entonces embajadora Lisa Kenna manifestó que «es urgente que se tomen medidas para detener esta dolorosa situación de violencia y evitar la pérdida de más vidas humanas». Para julio de 2023, un grupo de 15 congresistas demócratas enviaron una carta a Blinken expresando «serias preocupaciones sobre las amenazas a los derechos humanos, la democracia y el Estado de derecho». Posteriormente, para abril de 2024, el Departamento de Estado, liderado por Blinken, presentó un informe sobre derechos humanos en 2023 en las que acusó, en base a «informes creíbles», la realización de ejecuciones extrajudiciales, censura y corrupción por parte del gobierno de Boluarte.
El Congreso autorizó un viaje de la presidenta Dina Boluarte a Estados Unidos en 2023, donde participó a la I Cumbre de Líderes de la Alianza de las Américas para la Prosperidad Económica (APEP), tras el anuncio de que ésta tendría una reunión con el presidente estadounidense Joe Biden que no estuvo realmente agendada. Después de que dicho encuentro no ocurriera hubo un escándalo que terminó con la renuncia de la canciller Ana Gervasi y el embajador en Estados Unidos, Gustavo Meza-Cuadra. Posteriormente, como parte de la cumbre APEC 2024, Biden y Boluarte tendría una reunión en donde se habló de la lucha contra el narcotráfico, la donación de trenes de California Caltrain a la municipalidad de Lima, la cooperación con la NASA en materia espacial y el proceso de restitución de la democracia en Venezuela. A pesar de ello, se señaló el distanciamiento de Perú con respecto a Estados Unidos debido al recibimiento discreto de Biden con respecto a Xi Jinping, siendo que el mandatario norteamericano fue recibido por el premier Gustavo Adrianzén sin alfombra roja ni honores protocolares.
En 2025, el ministro Elmer Schialer confirmó que la presidencia de Donald Trump suspendió la ayuda financiera al país suministrada mediante la Agencia de los Estados Unidos para el Desarrollo Internacional (USAID), por 90 días, en el marco de los cambios realizados a dicha entidad estadounidense. Donald Trump tenía, además, pensado aplicar aranceles a los productos peruanos exportados, lo cual el ADEX advertía que afectaría a ocho de cada diez contenedores vacíos. Posteriormente, el 13 de mayo de 2025, Estados Unidos hizo un llamado oficial al Perú a limitar su relación con China, esto tras una reunión en El Pentágono entre Pete Hegseth, secretario de Defensa de Estados Unidos; Walter Astudillo, ministro de Defensa peruano y el canciller Schialer. El 26 de junio del mismo año, el New York Times reveló que el gobierno estadounidense presionó, en múltiples ocasiones, al Perú para que el país andino reciba criminales extranjeros en sus prisiones. Dichas propuestas, a pesar de Schialer mencionar en una ocasión que se podría considerar la viabilidad de dicha opción, fueron rechazadas en su totalidad por el gobierno peruano.

#### México
El presidente mexicano Andrés Manuel López Obrador calificó el tercer proceso de vacancia contra Pedro Castillo como un «golpe blando», habiendo sido Castillo detenido camino a la Embajada de México en Perú para obtener asilo político. El 12 de diciembre de 2022 México publicó un comunicado en conjunto con Argentina, Bolivia y Colombia, expresando preocupación por la situación en Perú, criticando que Pedro Castillo fuese «víctima de un antidemocrático hostigamiento», pidiendo por sus derechos humanos y exhortando «a quienes integran las instituciones de abstenerse de revertir la voluntad popular expresada con el libre sufragio».
El 24 de febrero de 2023 la presidenta Boluarte acusó al presidente AMLO de «injerencia en asuntos internos» y anunció el retiro del embajador del Perú en México, declarando que las relaciones entre ambos países «quedan formalmente a nivel de encargados de negocios». Boluarte declaró el 7 de mayo de 2023: «Yo lamento mucho que estos presidentes tengan que acompañar en su defensa a un expresidente que dio un golpe de Estado, que lo convierte en un dictador y, encima, investigado por temas de corrupción».
El 15 de mayo de 2023 el presidente mexicano calificó a Dina Boluarte como una «usurpadora» del cargo de la presidencia y aseguró que consideraba que ésta había sido «impuesta», pidiendo que renunciara al cargo y «que saquen de la cárcel a Pedro Castillo». Por esta razón AMLO trató de evitar la transferencia a Perú de la presidencia pro tempore de la Alianza del Pacífico. La canciller Gervasi criticó la medida, respondiendo que eso «es una manifestación del nivel de negligencia con el que orienta sus acciones en el ámbito exterior» y lo acusó de no seguir «los principios y valores que rigen la convivencia democrática en la región».

#### Nicaragua
El mandatario nicaragüense Daniel Ortega pidió la liberación y restitución de Pedro Castillo y criticó a Boluarte por la represión ocurrida en las protestas de 2023, que dejó 50 muertos.

#### Venezuela
El gobierno de Nicolás Maduro y el de Boluarte han tenido roces diplomáticos desde los disturbios sociales. El representante del chavismo Diosdado Cabello calificó los hechos de represión policial ocurridos en Juliaca de «masacre». Posteriormente, la Policía Nacional del Perú agredió a miembros del equipo de fútbol de Venezuela en el partido entre ambos países celebrado en Lima en 2023, y se le negó cargar combustible al avión del equipo de fútbol venezolano durante varias horas sin ningún motivo aparente.
En 2024, el Ministerio de Relaciones Exteriores ordenó a los diplomáticos venezolanos acreditados en Perú que abandonaran el país en un plazo máximo de 72 horas. La orden se produjo después de que su canciller denunciara fraude electoral en las elecciones presidenciales de Venezuela de 2024. En dichas elecciones, solo 659 de los más de un millón de venezolanos residentes en territorio peruano estuvieron habilitados para votar y, en ese grupo, el candidato con más votos fue Edmundo González. Horas después, Venezuela rompió relaciones.
En 2025, el gobierno peruano ratificó que no reconocerá a Nicolás Maduro durante su tercera toma de posesión, optando por reconocer a Edmundo González como presidente electo. Dina Boluarte lo llamó «tirano» y lo comparó con el intento de autogolpe de Estado de Pedro Castillo, ignorando toda responsabilidad por las acusaciones de violación de los derechos humanos.
El gobierno peruano condecoró a Edmundo González con la Orden del Sol. Además, abogó por una transición democrática rechazando cualquier intervención en Venezuela calificando dicha acción, si ocurriera, como una «invasión».

### Asia

#### Brunéi

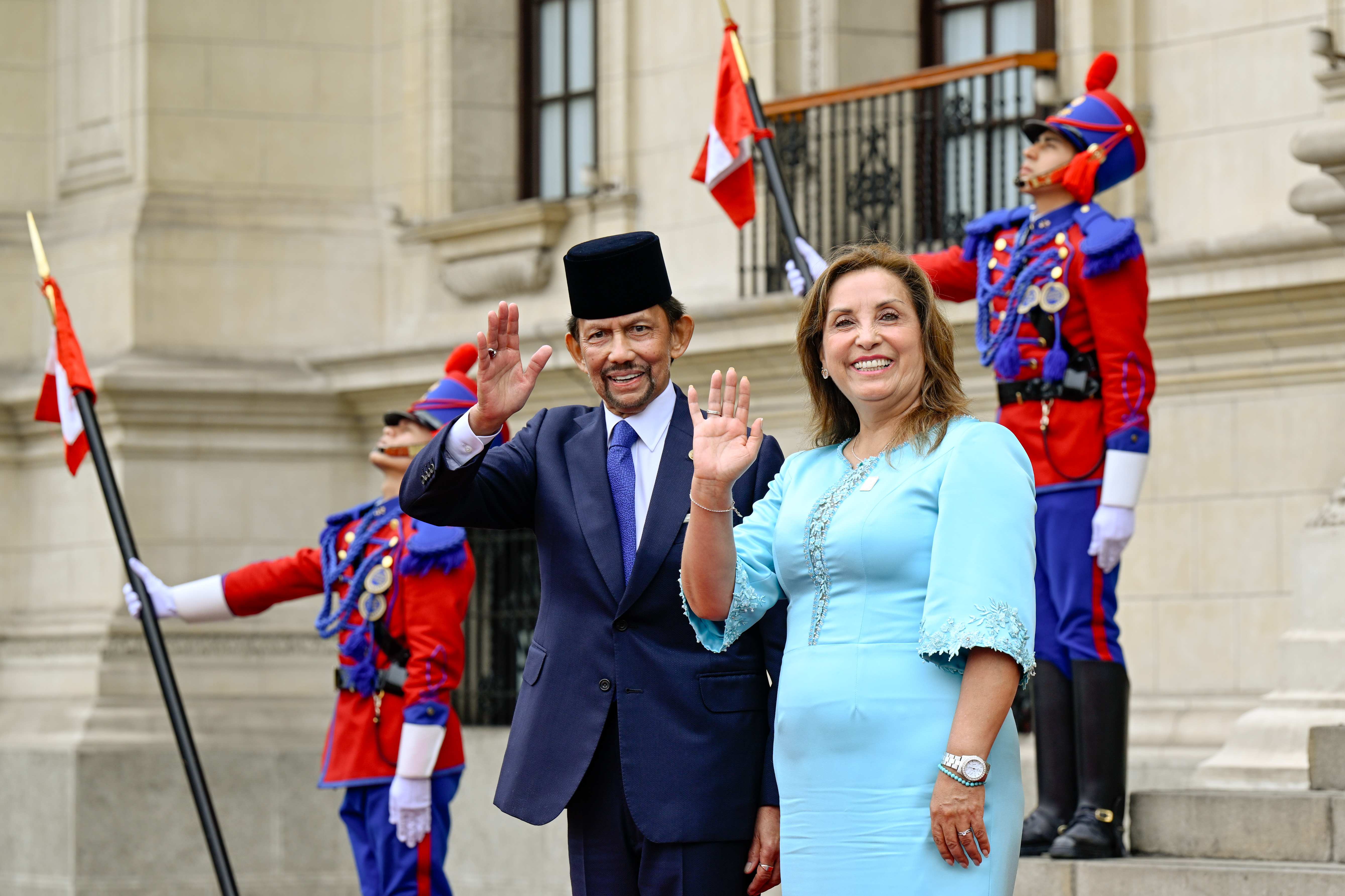
Dina Boluarte y Hassanal Bolkiah en noviembre de 2024.

En noviembre de 2024, en el marco de la APEC, el sultán de Brunéi, Hassanal Bolkiah, realizó una visita de estado al Perú, donde se reunió con la presidenta Dina Boluarte. Durante el encuentro, abordaron temas como la cooperación económica, la colaboración en el sector energético y los esfuerzos conjuntos para mitigar el cambio climático. La mandataria condecoró al monarca asiático con la Orden del Sol.

#### China
En noviembre de 2023, en San Francisco, Estados Unidos, durante la  30° Reunión de Líderes Económicos del APEC, Xi Jinping se reunió con Boluarte en la que ambos hablaron del fortalecimiento en la cooperación entre China y Perú.
En junio de 2024, la presidenta Boluarte realizó una visita oficial a China, donde sostuvo importantes encuentros políticos y empresariales en Shenzhen, Shanghái y Pekín, incluyendo una reunión con su homólogo Xi Jinping.
En noviembre, en el marco de la cumbre de APEC, el mandatario chino realizó una visita de estado al Perú, donde se reunió con la presidenta Boluarte. A diferencia de Biden, mandatario de Estados Unidos, Xi Jinping fue recibido con honores de Estado, portátiles que coreaban su nombre y alfombra roja. Durante el encuentro, ambos líderes firmaron acuerdos bilaterales, reforzando la cooperación económica entre Perú y China. Además, de manera virtual, inauguraron juntos el megapuerto de Chancay. El mandatario chino calificó la inauguración del puerto como «el nacimiento de un nuevo corredor tierra-mar para una nueva era» en la que se conectaría «el gran camino inca y la ruta marítima de la seda».
Tras las denuncias de pesca ilegal por parte de embarcaciones chinas, el gobierno de Boluarte declaró que la escasez de pota se debía al fenómeno del Niño, lo que fue desmentido por los pescadores. Se denunció que el gobierno de Boluarte permitía la pesca ilegal china.
El 12 de mayo de 2025, en el marco de la  IV Reunión Ministerial del Foro China-CELAC, el canciller Schialer se reunió con Wang Yi, director de la Oficina de la Comisión Central de Asuntos Exteriores del Comité Central del Partido Comunista de China, en la que dialogaron y celebraron la relación comercial entre ambos países que alcanzó los 41 mil millones de dólares en el 2024, lo que representó un crecimiento del 12% con respecto al 2023. El 15 de mayo, a través de un comunicado, el Perú saludó la decisión de China de eximir a los ciudadanos peruanos del requerimiento de visa para ingresar al país oriental, entrando dicha medida en vigencia desde el 1 de junio. El 26 de mayo, se celebró una reunión entre Raúl Pérez-Reyes, ministro de economía; César Sandoval Pozo, ministro de transporte y Fei Dongbin, presidente de la Administración Nacional de Ferrocarril de China, para dialogar sobre el desarrollo de la infraestructura ferroviaria en el Perú e impulsar una reunión entre los gobiernos de Brasil, China y Perú para acordar objetivos de integración regional a través del Corredor Ferroviario Bioceánico Central.
El 11 de junio de 2025, el embajador chino en Perú, Song Yang, expresó el deseo de China de cooperar con Perú en su lucha contra la criminalidad. El 13 de junio, se firmó un acuerdo entre la Empresa Peruana de Servicios Editoriales S.A (Editora Perú) y la agencia de noticias china CCTV para la cooperación entre ambos medios estatales, la difusión de programas, asesoramiento tecnológico y el uso, por parte de CCTV, de los contenidos generados por la agencia Andina y El Peruano.

#### Corea del Sur
En noviembre de 2024, en el marco del foro de APEC, el presidente de Corea del Sur, Yoon Suk-yeol, realizó una visita oficial al Perú, donde se reunió con la presidenta Dina Boluarte. Durante el encuentro, ambos mandatarios firmaron varios memorandos destinados a fortalecer el comercio, las inversiones, el turismo y la cooperación en sectores como la defensa, la ciencia y la tecnología. En el marco de la ceremonia oficial, la presidenta Boluarte condecoró al presidente surcoreano con la Orden del Sol, mientras que este distinguió a la mandataria peruana con la Orden de Mugunghwa.

#### Indonesia
En noviembre de 2024, en el marco de la cumbre de APEC, el presidente de Indonesia, Prabowo Subianto, realizó una visita oficial al Perú, donde se reunió con la presidenta Dina Boluarte. Durante el encuentro, ambos líderes abordaron temas de interés bilateral, como la cooperación económica y el fortalecimiento de los lazos entre ambas naciones. Como parte de la visita, la mandataria peruana condecoró a su homólogo indonesio con la Orden del Sol.
En agosto de 2025, Boluarte realizó una visita de estado a Indonesia, donde se reunió con autoridades políticas, entre ellas la presidenta de la Cámara de Representantes, Puan Maharani; el secretario general de la ASEAN, Kao Kim Hourn; y su homólogo indonesio, Prabowo Subianto. Durante el encuentro entre ambos mandatarios, se suscribió el Acuerdo de Asociación Económica Integral (CEPA) con el objetivo de fomentar el comercio y la inversión bilateral. Con este pacto, el 56% de las exportaciones peruanas ingresarán libres de aranceles al país del sudeste asiático.

#### Japón
Durante la cumbre de la APEC, se realizó el anuncio de la exención de requisito de visa para los ciudadanos peruanos que viajen a Japón. Posteriormente, se anunció que dicha medida estaría vigente a partir del 1 de julio de 2025, teniendo como objetivo el fortalecimiento de las relaciones entre ambos países. Además, durante dicha cumbre, se suscribió un acuerdo entre Shigeru Ishiba, primer ministro japonés, y el gobierno peruano estableciéndose una "hoja de ruta" para el período 2024-2033 con enfoque en la colaboración en defensa, cadena de suministro de minerales y proyectos económicos. Como parte de los compromisos en defensa, Ishiba anunció la donación de vehículos de bomberos y equipos especializados para combatir incendios forestales.
En agosto de 2025, la mandataria realizó una visita oficial a Japón, donde participó en diversas actividades. Entre ellas, inauguró la XVI Reunión del Consejo Empresarial Peruano-Japonés (CEPEJA) y sostuvo una reunión bilateral con el primer ministro Ishiba, en la que abordaron temas de cooperación económica y el fortalecimiento de la ciencia y la tecnología. Asimismo, mantuvo una audiencia con el emperador Naruhito, con quien dialogó sobre la tradición cultural que une a ambas naciones desde hace más de 150 años.

#### Malasia
En noviembre de 2024, en el marco de la APEC, el primer ministro de Malasia, Anwar Ibrahim, realizó una visita oficial al Perú, donde se reunió con la presidenta Dina Boluarte. Durante el encuentro, ambos mandatarios suscribieron diversos memorandos de entendimiento en los ámbitos de certificación Halal, agricultura, gastronomía y turismo. La jefa de estado condecoró al primer ministro con la Orden del Sol.

#### Vietnam
En noviembre de 2024, con motivo de la reunión de la APEC, el presidente de Vietnam, Lương Cường, realizó su primera visita oficial, siendo condecorado con la Orden del Sol por la presidenta Boluarte. La visita coincidió con el 30.º aniversario del restablecimiento de las relaciones diplomáticas entre ambos países. Se realizó una declaración conjunta en la que se estableció los preparativos para la apertura de la embajada de Vietnam en Perú y se extendió una invitación a Boluarte para que visite Vietnam con fecha a definir. En 2025, durante su viaje a Francia para firmar el «Tratado de Alta Mar», Boluarte se reunió con Pham Minh Chinh, primer ministro de Vietnam, durante la cual hablaron sobre la apertura de la embajada de Vietnam en Perú, el impulso de proyectos de masificación de gas y telecomunicaciones en la Amazonía y zonas alejadas, además de reiterarse la invitación a Boluarte, por parte del primer ministro, para visitar Vietnam.

### Europa

#### España
El 8 de diciembre de 2022, tras conversar con Boluarte, Pedro Sánchez, presidente de España, condenó la ruptura del orden constitucional propiciada por Castillo y trasladó su respaldo a Boluarte «en la defensa de la Constitución y el Estado de Derecho». Posteriormente, Boluarte, en el año 2023, felicitó a Sánchez por su reelección presidencial.

#### El Vaticano
En 2023, Dina Boluarte realizó una visita a El Vaticano. Se reunió con el papa Francisco para hablar sobre la cooperación entre la Iglesia y el Estado, y la reunión duró media hora. El canal TV Perú lo interpretó como «un acto oficial con un fuerte contenido simbólico». Sin embargo, el congresista Carlos Anderson señaló que el papa Francisco no mostró un fuerte cariño hacia Boluarte y la acusó de no representar moralmente al país durante la visita. Francisco falleció en 2025, y el canciller peruano Elmer Schialer llegó al Vaticano para asistir al funeral del sumo pontífice.
En 2025, Dina Boluarte saludó la elección del papa León XIV, de nacionalidad estadounidense-peruana. La Defensoría del Pueblo anunció en un comunicado que «nos sumamos a las voces del continente que ven en el nuevo Papa una oportunidad para fortalecer los lazos de unidad, solidaridad y paz en el mundo». En mayo de ese año, Boluarte viajó para encontrarse con León XIV y le entregó una réplica en oro de la Cruz de Motupe, que en realidad era un obsequio de la delegación de Lambayeque. En julio, en su mensaje a la Nación, Boluarte leyó una carta enviada por León XIV a la par que le reiteró una invitación al Papa para visitar al Perú.

## Sobre conflictos internacionales

### Conflicto ruso-ucraniano
El 23 de febrero de 2023, el Perú copatrocinó y votó a favor de los «Principios de la Carta de las Naciones Unidas que sustentan una paz integral, justa y duradera en Ucrania». El 24 de febrero de 2024, a través de un comunicado, el gobierno peruano hizo un llamado a «cesar las hostilidades para abrir camino a diálogos que conduzcan a una solución diplomática, pacífica, negociada y duradera».  El 16 de junio de 2024, el canciller González-Olaechea propuso la conformación de un grupo de países facilitadores, aceptados tanto por Rusia como por Ucrania, para identificar áreas de consenso y trabajar para las poblaciones vulnerables en el conflicto. El 7 de febrero de 2025, el canciller Schialler tuvo una reunión con Andrii Sybiha, ministro de relaciones exteriores ucraniano, donde hablaron del fortalecimiento de las relaciones entre ambos países. Tras la muerte de José Ávila, ciudadano peruano enlistado en el ejército ucraniano, la cancillería peruana se contactó con la embajada de Ucrania en Perú para iniciar las gestiones para facilitar el traslado del cuerpo del fallecido.

### Conflicto Israel-Gaza
El 8 de mayo de 2024, a través de un comunicado, el gobierno peruano expresó «su profunda preocupación por el inicio de operaciones militares de Israel en la ciudad de Rafah, Franja de Gaza» y reiteró su pedido de liberación de rehenes israelíes en manos de Hamás y el cese al fuego además de hacer un llamado a «procurar el acceso irrestricto de ayuda humanitaria a Gaza». El Perú afianzó su posición de adherencia a la solución de dos Estados, Israel y Palestina «que convivan pacíficamente dentro de fronteras reconocidas y seguras, de conformidad con el derecho internacional y las resoluciones emanadas de las Naciones Unidas». El 3 de febrero de 2025, Walid Muaqqat, embajador de Palestina en Perú, fue condecorado con la Orden del Sol. El 6 de febrero, el Perú se pronunció en favor de «la búsqueda de una paz duradera en el Medio Oriente sobre la base de la solución de dos Estados, por lo que hace votos para que se reinicien las negociaciones que permitan alcanzar una solución política y definitiva entre Israel y Palestina de conformidad con el derecho internacional y las resoluciones emanadas de las Naciones Unidas». Además de oponerse a desplazamientos forzados de la población palestina por parte de Israel en la Franja de Gaza. El 23 de julio de 2025, el Perú se pronunció en favor de «un alto al fuego [en Gaza], a la urgente provisión de asistencia humanitaria [a Gaza] y a la liberación de los rehenes [israelíes]», uniéndose a los pedidos del Secretario de las Naciones Unidas, además rechazó la construcción de nuevos asentamientos israelíes en Cisjordania y su adhesión al llamado del Papa León XIV para el diálogo y la reconciliación en la región.

### Conflicto irano-israelí
El 13 de junio de 2025, a través de un comunicado, el gobierno peruano condenó el ataque de Israel a Irán e hizo un llamado a desescalar el conflicto sin realizar menciones a las acusaciones hacia Irán de posesión de material nuclear.  Además, exhortó a los ciudadanos peruanos a postergar los viajes a Medio Oriente.  Posteriormente, tras el ataque iraní a Israel, el gobierno peruano condenó tal acto y realizó un llamado urgente de cese al fuego.